# Washington Township (comté de Winneshiek, Iowa)
Pour les articles homonymes, voir Washington Township.
Washington Township est un township, du comté de Winneshiek en Iowa, aux États-Unis. En 2010, elle avait une population de 954 habitants et une densité de population de 10,3 personnes par km².